# Soledad Becerril Bustamante
Soledad Becerril Bustamante (Madrid, Espanya 1944) és una política espanyola que fou Ministra de Cultura i Benestar entre 1981 i 1982 i alcaldessa de Sevilla entre 1995 i 1999.

## Biografia
Va néixer el 16 d'agost de 1944 a la ciutat de Madrid. Va estudiar filosofia i lletres a la Universitat de Madrid, especialitzant-se en filologia anglesa i llicenciant-se l'any 1966. Amplià els seus estudis als Estats Units d'Amèrica, on estudià ciències polítiques a la Universitat de Colúmbia.
Interessada per la docència, va ser professora a la Universitat de Sevilla, ciutat on va fundar la revista d'informació andalusa "La Ilustración Regional", de la qual fou consellera delegada.

## Activitat política
L'any 1974 va ingressar a la Federació de Partits Demòcrates i Liberals, integrant-se després en el Partit Demòcrata d'Andalusia que posteriorment passà a formar part de la coalició Unió de Centre Democràtic (UCD). En les eleccions generals de 1977 fou escollida diputada al Congrés per la província de Sevilla, escó que revalidà en les eleccions generals de 1979. Membre de la ponència encarregada de redactar l'Estatut d'Autonomia d'Andalusia l'any 1978, Leopoldo Calvo-Sotelo la nomenà Ministra de Cultura i Benestar el desembre de 1981, sent la primera dona que accedia al Consell de Ministres des de la República, quan ho feu l'anarquista Federica Montseny. Va romandre en aquest càrrec fins al desembre de 1982, quan va prendre possessió el primer govern de Felipe González.
Amb la desintegració de la UCD passà a formar part d'Aliança Popular (AP), sent escollida novament diputada al Congrés pel Partit Popular (PP) en les eleccions generals de 1989, 1993 i 2000. L'any 1995 va abandonar el seu escó al Congrés per esdevenir alcaldessa de Sevilla, càrrec que va mantenir fins al 1999.
En les eleccions generals de 2004 fou escollida senadora al Senat espanyol en representació de la província de Sevilla.
El 17 de juliol de 2012 el Congrés dels Diputats va aprovar la seva candidatura a Defensor del Poble, a expenses de rebre el suport del Senat.